# مدفعية ساحلية

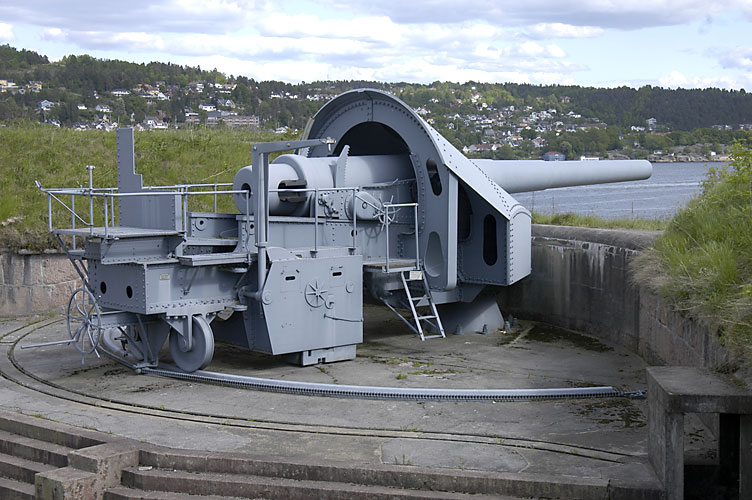
مدفعية ساحلية في حصن أوسكاربورج في خليج أوسلو بالنرويج

المدفعية الساحلية هي إحدى صنوف القوات المسلحة تؤدي مهامها كمدفعية مضادة للسفن أو مدفعية ثابته على التحصينات الساحلية، وشكلت المدفعية الساحلية مع القوات البحرية منذ القرون الوسطى وحتى الحرب العالمية الثانية أكثر العناصر أهمية في الشؤون العسكرية واكثرها تكلفة مادية إلا أنه ومع التطور التكنولوجي في القرن العشرين وظهور الطائرات النفاثة والصواريخ الموجهة قلت أهمية المدفعية الساحلية والسفن الحربية.